# 梅特卡夫 (伊利諾伊州)
堪薩斯（英語：Metcalf）是位於美國伊利諾伊州埃德加縣的一個村落。

## 地理
堪薩斯的座標為39°48′04″N 87°48′26″W / 39.80111°N 87.80722°W，而該地最高點為海拔高度210米（即689英尺）。

## 人口
根據2010年美國人口普查的數據，堪薩斯的面積為1.78平方千米，當中陸地面積為1.78平方千米，而水域面積為0.00平方千米。當地共有人口189人，而人口密度為每平方千米106人。